# 関東州の警察

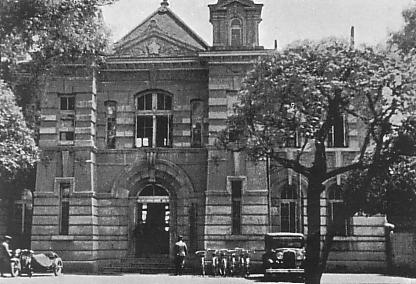
遼陽警察署（日本の警察であるので紋章が旭日章である）

関東州の警察（かんとうしゅうのけいさつ）は、日本統治時代の関東州（租借地）を統治する関東都督府（後に関東庁・関東州庁）が設置した警察である。
関東州の警察は、発足当初から満鉄附属地の警察業務も代行していた。
関東州の警察は地域の特殊性に鑑み、「身体強壮で士気旺盛な者」の採用を心掛けたため、職員の8割以上が軍隊経験者であった。また幹部（警部・警部補）の登用に際しても、普通文官試験に合格した一般の判任官を避け、その殆どを内部から登用しようとするなどの独自性が見られた。
1945年（昭和20年）8月の終戦により、関東州庁は解体され、関東州の警察（関東州庁警察部）は中華民国の警察に引き継がれた。

## 沿革
- 1906年（明治39年）9月　関東都督府を設置。民政部警務課を置く。大連・旅順・金州に民政署を置く。
- 1906年（明治39年）10月　満鉄附属地に警務署を置く。
- 1908年（明治41年）1月　領事館警察の警察官をも兼任させる。
- 1917年（大正6年）7月　警務部を置く。
- 1919年（大正8年）4月　関東都督府を関東庁に改組する。
- 1921年（大正10年）6月　警務局を置く。民政署から警察業務が分離され、警務署が設置。
- 1924年（大正13年）12月　「警務署」が「警察署」に改称。
- 1934年（昭和9年）12月　関東庁を関東局・関東州庁に改組する。

## 組織
1934年（昭和9年）時点
関東局警務部
- 警務課
- 高等警察課
- 警備課
- 衛生課

関東州庁警察部
- 警務課
- 高等警察課
- 保安課
- 衛生課

## 警察署
1935年（昭和10年）時点
関東州内
- 旅順警察署
- 大連警察署
- 水上警察署
- 小崗子警察署
- 沙河口警察署
- 金州警察署
- 貔子窩警察署

満鉄附属地内
- 新京警察署
- 范家屯警察署
- 公主嶺警察署
- 四平街警察署
- 開原警察署
- 鉄嶺警察署
- 奉天警察署
- 撫順警察署
- 蘇家屯警察署
- 本渓湖警察署
- 鳳凰城警察署
- 安東警察署
- 遼陽警察署
- 鞍山警察署
- 大石橋警察署
- 営口警察署
- 瓦房店警察署

## 警務総長
警視総長
- 佐藤友熊：1908年1月11日[1] - 1917年7月31日[2]

警務総長
- 隈部親信 陸軍少将：1917年7月31日[3] -